# 汶萊灣

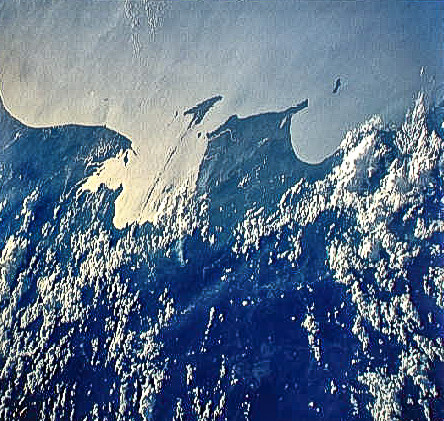
汶萊灣

汶萊灣是一個位於東南亞兩國：汶萊與馬來西亞之間的海灣。該海灣為汶萊與馬來西亞砂拉越的重要交通航道。該海灣位於汶萊首都斯里巴加灣市之東側外海。